# Zrębin
Zrębin ist ein Dorf in Polen in der Gemeinde Połaniec im Powiat Staszowski. Es liegt auf einer Höhe von etwa 158 Metern über dem Meeresspiegel in der Woiwodschaft Heiligkreuz. Das Verwaltungszentrum der Gemeinde, die Stadt Połaniec, ist etwa drei Kilometer in östlicher Richtung von Zrębin entfernt. Haupteinnahmequelle des Dorfes ist die Landwirtschaft.